# زرالدا
زرالدا (به عربی: زرالدة) یک شهرستان الجزایر در الجزایر است که در استان الجزیره واقع شده‌است. زرالدا ۵۱٬۵۵۲ نفر جمعیت دارد.